# Godzinki Henryka VIII

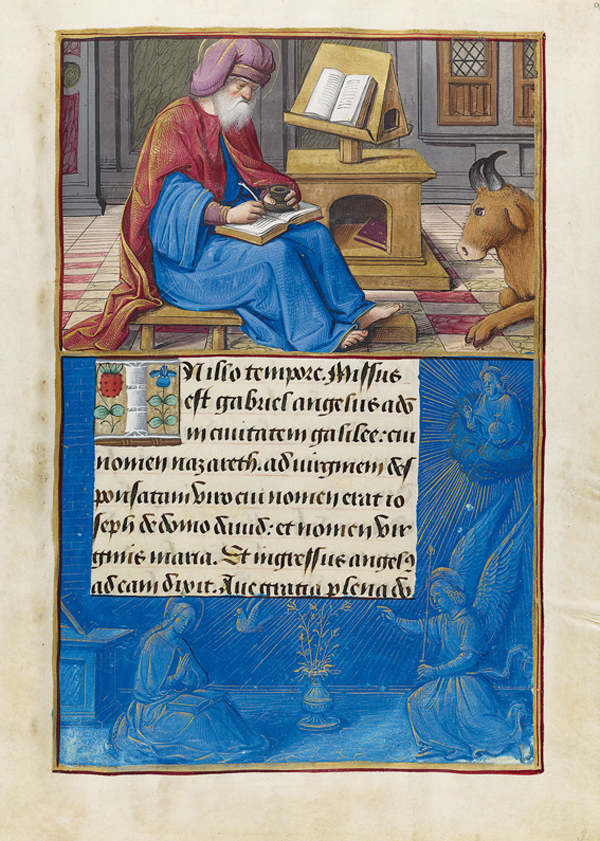
Karta z Godzinek Henryka VIII, z miniaturą przedstawiającą św. Łukasza

Godzinki Henryka VIII – pochodzący z końca XV wieku iluminowany rękopis godzinek, będący dawniej własnością królów angielskich. Znajduje się w zbiorach Morgan Library & Museum w Nowym Jorku (sygnatura MS H.8).
Księga ma wymiary 257×180 mm i liczy 400 stron. Została wykonana około 1500 roku w Tours we Francji. Jej wnętrze zdobi 55 całostronicowych miniatur, wykonanych przez iluminatora Jeana Poyera. Oprawiona jest w czerwony aksamit, ozdobiony herbem Henryka VIII Tudora (tarcza herbowa z fleur-de-lis i lwami), monogramem królewskim H.8.R i dewizą Honi Soit Qui Mal Y Pense  („hańba temu, kto źle o tym myśli”). Na ostatniej karcie księgi znajduje się notatka wpisana przez George’a Wade’a (1673-1748), jednego z jej właścicieli.